# ヤイル
ヤイル（ヘブライ語: יָאּיר (Yair)、古代ギリシア語: Ιαϊρ、英語: Jair）は、ヘブライ語の男性名。旧約聖書には同名で以下の人物が登場する。
1. ユダ族のヘツロンの孫であり、セブグがマナセ族の妻によって産んだ子。マナセ族の領地で23の都市を攻略し、自分の名前でハボト・ヤイル（「ヤイルの天幕村」の意）と名付けた（歴代誌上 2:21、22）。聖書ではユダではなくマナセの子孫と見なされている（民数記 32:41、申命記 3:14、ヨシュア記 13:30、列王記上 4:13）。
2. イスラエルの士師。ギレアド人。22年間イスラエルを裁いた。30人の息子はハボト・ヤイルと呼ばれる30の都市を持っていた。ゆえに、上記1の子孫と思われる。死後、カモンに葬られた（士師記 10:3-5）。
3. モルデカイの父。ベニヤミン族の人（エステル記 2:5）。
4. ゴリアトの兄弟ラフミを打ち倒したエルハナンの父（歴代誌上 20:5）。並行記述であるサムエル記下21章9節では「ベツレヘム出身のヤアレ・オルギムの子エルハナン」となっているが、これは写本上の誤りであると考えられる。すなわち、エト・ラフミーを「ベツレヘム人」、ヤイルを「ヤアレ」、「機織り人」を「オルギム」と読み間違えた可能性が指摘される。